# Associazione Calcio Ivrea 1941-1942
Questa voce raccoglie le informazioni riguardanti l'Associazione Calcio Ivrea nelle competizioni ufficiali della stagione 1941-1942.

## Rosa
| N. |                   | Ruolo | Calciatore         |
| -- | ----------------- | ----- | ------------------ |
|    | Italia (bandiera) | C     | Dante Amarilli     |
|    | Italia (bandiera) | A     | Pierino Bisetti    |
|    | Italia (bandiera) | A     | Flaminio Bolognino |
|    | Italia (bandiera) | C     | Guido Capello      |
|    | Italia (bandiera) | D     | Clebino Cestagallo |
|    | Italia (bandiera) | P     | Luigi Cosso        |
|    | Italia (bandiera) | D     | Nevio Del Monte    |
|    | Italia (bandiera) | D     | Giovanni Fioccardi |

| N. |                   | Ruolo | Calciatore         |
| -- | ----------------- | ----- | ------------------ |
|    | Italia (bandiera) | A     | Romolo Fusario     |
|    | Italia (bandiera) | D     | Carlo Lucchelli    |
|    | Italia (bandiera) | D     | Carlo Omegna       |
|    | Italia (bandiera) | A     | Coriolano Palumbo  |
|    | Italia (bandiera) | A     | Gino Pesenti       |
|    | Italia (bandiera) | A     | Battista Vaglietti |
|    | Italia (bandiera) | D     | Eraldo Vanoli      |